# Andrzej Grzybowski (architekt)
Andrzej Piotr Grzybowski (ur. 2 kwietnia 1948) – architekt i urbanista, doktor nauk technicznych, od 2009 do 2019 roku rektor Wyższej Szkoły Technicznej w Katowicach. Zajmuje się studiami regionalnymi i dziedzictwem kulturowym Górnego Śląska, a także projektowaniem mieszkalnictwa, przestrzeni publicznych i pomników. Członek Rady Śląskiej Okręgowej Izby Architektów w Katowicach oraz kolegium sędziów katowickiego oddziału Stowarzyszenia Architektów Polskich. Rzeczoznawca budowlany w dziedzinie architektury a także autor kilkudziesięciu publikacji naukowych i popularnonaukowych, redaktor wydawnictwa „Architektura i Krajobraz”. Jest współautorem  (wraz z  arch. Aliną Borowczak-Grzybowską) ośmiu realizacji pomników i kilku placów – przestrzeni publicznych.

## Życiorys
Absolwent Wydziału Budownictwa i Architektury Politechniki Śląskiej w Gliwicach (1971). Był pracownikiem dydaktyczno-naukowym na Wydziale Architektury Politechniki Śląskiej w Gliwicach (1972–2001). Obronił pracę doktorską (1984) na Wydziale Architektury Politechniki Krakowskiej na temat: „Propozycje przekształceń współczesnych zespołów masowego budownictwa mieszkaniowego” (promotor prof. dr hab. inż. arch. Stanisław Juchnowicz). Odbył staże zawodowe w Belgii (1972) i USA (1989). Otrzymał status „Architekta Twórcy” który został mu nadany przez Ministra Kultury (1990). Pełnił funkcję Wojewódzkiego Konserwatora Zabytków w Katowicach (1991–1992). Był przewodniczącym zarządu Fundacji Przestrzeni Górnego Śląska w Katowicach (1993–2016). Piastował stanowisko prorektora i rektora  Wyższej Szkoły Technicznej w Katowicach.

## Stanowiska
- Asystent/St. Asystent – Politechnika Śląska (1972–1983)
- Biuro Projektowe „Mera-Promel” (1972–1974)
- Adiunkt – Politechnika Śląska (1984–2004)
- Wojewódzki Konserwator Zabytków – Państwowa Służba Ochrony Zabytków (1991–1992)
- Adiunkt/Prorektor – Wyższa Szkoła Techniczna w Katowicach (2004–2009)
- Rektor/prof. WST – Wyższa Szkoła Techniczna w Katowicach (2009–2019)

## Autor/współautor

### Pomniki
Współautorem wymienionych pomników i placów jest arch. Alina Borowczak-Grzybowska.
- Pomnik Powstańca Śląskiego w Zdzieszowicach (założenie pomnikowe)[5]
- Pomnik Walczących o Wolność Polski w latach 1939–1945 w Głubczycach
- Pomnik ku czci górników kopalni „Wujek” poległych 16 grudnia 1981 roku[6][7]
- Pomnik Ofiar Stalinizmu w Katowicach-Ligocie[8]
- Pomnik Sybiraków na cmentarzu ewangelickim w Katowicach
- Pomnik Marszałka Józefa Piłsudskiego w Katowicach (rekonstrukcja, projekt cokołu)[9]
- Pomnik Ofiar Obozu Zagłady „ Na Zgodzie” w Świętochłowicach[10]
- Pomnik Porozumienia Jastrzębskiego 2005[11]

### Place – przestrznie publiczne
- Plac Bolesława Chrobrego w Katowicach[12] (projekt zagospodarowania)
- Plac Grunwaldzki wraz z projektem Galerii Artystycznej w Katowicach[13][14][15]
- Plac rekreacyjno-handlowy przy ul. Wolności w Rudzie Śląskiej[16]

### Projekty/Realizacje architektoniczne
- Akademicki Ośrodek Jeździecki w Zbrosławicach[17]
- Zakład Produkcji Nadwozi dla Rolnictwa w Zbrosławicach
- Zespoły Zwartej Jednorodzinnej Zabudowy Mieszkaniowej w Zbrosławicach, Gliwicach oraz Rudzie Śląskiej[18]
- Adaptacja zabytkowego budynku Willi Luisa Dame przy ul. Sokolskiej 8 przy w Katowicach na siedzibę Funduszu Górnośląskiego S.A. (1997–1998)
- Planowanie i utworzenie w 1993 r. parku krajobrazowego Cysterskie Kompozycje Krajobrazowe Rud Wielkich[19]
- Planowanie Pszczyńskiego Parku Krajobrazowego[20]
- Przebudowa „Hotelu Leśnego” w Gliwicach
- Zespół Handlowo – Rekreacyjny przy ul. Wolności w Rudzie Śląskiej[21]
- Domy mieszkalne w Gliwicach, Pyskowicach, Wiśle, Porąbce-Kozubniku oraz Brzękowicach k/ Psar[22]
- Dom Katechetyczny w Starych Gliwicach
- Wieża dzwonów i wnętrze kościoła NMP w Jaworznie[23]
- Dom Parafialny przy kościele NMP w Jaworznie (2019 r.)[24]
- Przebudowa i projekt wnętrz zabytkowego budynku administracyjnego dyrekcji Tyskich Browarów Książęcych w Tychach – Kompania Piwowarska S.A. (1998)
- Projekty przebudowy prezbiterium i nowego ołtarza w kościele p.w. Wniebowzięcia NMP w zespole klasztorno-pałacowym w Rudach Wielkich (2003)
- Plan zagospodarowania terenu wokół zamku w Chudowie (Gmina Gierałtowice) wraz z projektami wieży zamkowej dla Fundacji „Zamek Chudów”

## Nagrody i odznaczenia
- Medal SARP (1990) – za osiągnięcia w dziedzinie architektury
- Brązowy Krzyż Zasługi (1984)
- I Nagroda w ogólnopolskim konkursie (1990) – za projekt: Pomnik ku czci górników kopalni „Wujek” poległych 16 grudnia 1981 roku[6]
- Złota Odznaka SARP[25]
- Złota Odznaka Izby Architektów RP